# Lauren Bacall
Lauren Bacall (født Betty Joan Perske den 16. september 1924, død 12. august 2014) var en amerikansk skuespiller.
Hun filmdebuterede i 1944 i At have og ikke have. Det var under optagelse til denne film, hun mødte Humphrey Bogart, som hun var gift med fra 1945 til hans død i 1957.
Lauren Bacall har siden medvirket i mange film, bl.a. Sidney Lumets Mordet i Orient-ekspressen fra 1974 og Lars von Triers Dogville i 2003.

## Udvalgt filmografi
- At have og ikke have (1944)
- Sternwood mysteriet (1946)
- Tre piger søger en millionær (1953)
- Mordet i Orient-ekspressen (1974)
- Dogville (2003)

 Dette afsnit eller denne liste er kun påbegyndt. Hvis du ved mere om emnet, kan du hjælpe Wikipedia ved at tilføje mere.